# Virtus Pallacanestro Bologna 1953-1954

## Roster
Minganti Bologna 1953-54
- Gianfranco Bersani (capitano)
- Umberto Borghi
- Nino Calebotta
- Achille Canna
- Sergio Ferriani
- Germano Gambini
- Carlo Negroni
- Renzo Ranuzzi
- Luigi Rapini
- Dario Zucchi

## Staff tecnico
- Allenatore:  James Larry Strong, dal 1º gennaio  Giancarlo Marinelli

## Risultati
- Serie A:  3ª classificata su 12 squadre (14-8)